# China Open (теніс) 2016
Відкритий чемпіонат Китаю з тенісу 2016 — тенісний турнір, що проходив на відкритих кортах з твердим покриттям National Tennis Center у Пекіні (Китай). Це був 18-й за ліком China Open серед чоловіків і 20-й - серед жінок. Належав до категорії 500 у рамках Туру ATP 2016, а також категорії Premier Mandatory в рамках Туру WTA 2016. Тривав з 3 до 9 жовтня 2016 року.

## Очки і призові

### Нарахування очок
| Дисципліна                 | П     | Ф   | ПФ  | ЧФ  | 1/8 | 1/16 | 1/32 | Q   | Q2  | Q1  |
| Чоловіки, одиночний розряд | 500   | 300 | 180 | 90  | 45  | 0    | Н/Д  | 20  | 10  | 0   |
| Чоловіки, парний розряд    | 500   | 300 | 180 | 90  | 0   | Н/Д  | Н/Д  | Н/Д | Н/Д | Н/Д |
| Жінки, одиночний розряд    | 1,000 | 650 | 390 | 215 | 120 | 65   | 10   | 30  | 20  | 2   |
| Жінки, парний розряд       | 1,000 | 650 | 390 | 215 | 120 | 5    | Н/Д  | Н/Д | Н/Д | Н/Д |

### Призові гроші
| Дисципліна                 | П          | F        | ПФ       | ЧФ       | 1/8     | 1/16    | 1/32    | Q2     | Q1     |
| Чоловіки, одиночний розряд | $663,575   | $311,650 | $154,750 | $77,375  | $39,205 | $20,635 | Н/Д     | $3,440 | $1,890 |
| Чоловіки, парний розряд    | $195,590   | $92,420  | $44,600  | $23,190  | $12,140 | Н/Д     | Н/Д     | Н/Д    | Н/Д    |
| Жінки, одиночний розряд    | $1,111,945 | $556,440 | $271,490 | $130,420 | $62,768 | $30,386 | $17,453 | $4,650 | $2,702 |
| Жінки, парний розряд       | $376,191   | $188,770 | $84,040  | $38,789  | $18,104 | $8,407  | Н/Д     | Н/Д    | Н/Д    |

## Учасники основної сітки в рамках чоловічого турніру

### Сіяні
| Країна          | Гравець               | Рейтинг1 | Сіяний |
| --------------- | --------------------- | -------- | ------ |
| Велика Британія | Енді Маррей           | 2        | 1      |
| Іспанія         | Рафаель Надаль        | 4        | 2      |
| Канада          | Мілош Раоніч          | 6        | 3      |
| Австрія         | Домінік Тім           | 10       | 4      |
| Іспанія         | Давид Феррер          | 12       | 5      |
| Франція         | Люка Пуй              | 16       | 6      |
| Іспанія         | Роберто Баутіста Аґут | 17       | 7      |
| Франція         | Рішар Гаске           | 18       | 8      |

- 1 Рейтинг подано станом на 26 вересня 2016

### Інші учасники
Нижче наведено учасників, які отримали вайлдкард на участь в основній сітці:
- Лу Єн-Сун
- Домінік Тім
- Zhang Ze

Гравець, що потрапив в основну сітку, використавши захищений рейтинг:
- Флоріан Маєр

Нижче наведено гравців, які пробились в основну сітку через стадію кваліфікації:  
- Кайл Едмунд
- Костянтин Кравчук
- Адріан Маннаріно
- Джон Міллман

### Відмовились від участі
До початку турніру
- Новак Джокович →його замінив  Пабло Карреньо Буста
- Жо-Вілфрід Тсонга →його замінив  Андрій Кузнєцов
- Джон Ізнер →його замінив  Гвідо Пелья

## Учасники основної сітки в парному розряді

### Сіяні пари
| Країна    | Гравець       | Країна   | Гравець       | Рейтинг1 | Сіяний |
| --------- | ------------- | -------- | ------------- | -------- | ------ |
| США       | Боб Браян     | США      | Майк Браян    | 13       | 1      |
| Польща    | Лукаш Кубот   | Бразилія | Марсело Мело  | 27       | 2      |
| Індія     | Роган Бопанна | Канада   | Деніел Нестор | 32       | 3      |
| Філіппіни | Трет Х'юї     | Білорусь | Макс Мирний   | 42       | 4      |

- Рейтинг подано станом на 26 вересня 2016

### Інші учасники
Нижче наведено пари, які отримали вайлдкард на участь в основній сітці:
- Андре Бегеманн /  Леандер Паес
- Gong Maoxin /  Zhang Ze

Нижче наведено пари, що пробились в основну сітку через стадію кваліфікації:
- Паоло Лоренці /  Гвідо Пелья

## Учасниці основної сітки в рамках жіночого турніру

### Сіяні
| Країна          | Гравчиня               | Рейтинг | Сіяні |
| --------------- | ---------------------- | ------- | ----- |
| Німеччина       | Анджелік Кербер        | 1       | 1     |
| Іспанія         | Гарбінє Мугуруса       | 3       | 2     |
| Польща          | Агнешка Радванська     | 4       | 3     |
| Румунія         | Сімона Халеп           | 5       | 4     |
| Чехія           | Кароліна Плішкова      | 6       | 5     |
| США             | Вінус Вільямс          | 7       | 6     |
| Іспанія         | Карла Суарес Наварро   | 8       | 7     |
| США             | Медісон Кіз            | 9       | 8     |
| Росія           | Світлана Кузнецова     | 10      | 9     |
| Словаччина      | Домініка Цібулкова     | 12      | 10    |
| Велика Британія | Джоанна Конта          | 13      | 11    |
| Швейцарія       | Тімеа Бачинскі         | 14      | 12    |
| Італія          | Роберта Вінчі          | 15      | 13    |
| Чехія           | Петра Квітова          | 16      | 14    |
| Росія           | Анастасія Павлюченкова | 17      | 15    |
| Україна         | Еліна Світоліна        | 18      | 16    |

- Рейтинг подано станом на 26 вересня 2016

### Інші учасниці
Нижче наведено учасниць, які отримали вайлдкард на участь в основній сітці:
- Дуань Інін
- Сабіне Лісіцкі
- Пен Шуай
- Ван Цян
- Чжен Сайсай

Нижче наведено гравчинь, які пробились в основну сітку через стадію кваліфікації:
- Лара Арруабаррена
- Луїза Чиріко
- Ніколь Гіббс
- Юлія Гергес
- Татьяна Марія
- Алісон Ріск
- Катерина Сінякова
- Ван Яфань

### Знялись з турніру
До початку турніру
- Кікі Бертенс → її замінила  Ч Шуай
- Ежені Бушар → її замінила  Ярослава Шведова
- Сара Еррані → її замінила  Данка Ковінич
- Анна-Лена Фрідзам → її замінила  Міряна Лучич-Бароні
- Карін Кнапп → її замінила  Шелбі Роджерс
- Слоун Стівенс → її замінила  Анастасія Севастова
- Ана Іванович → її замінила  Медісон Бренгл
- Андреа Петкович → її замінила  Крістіна Макгейл
- Серена Вільямс (травма плеча) → її замінила  Каролін Возняцкі

## Учасниці основної сітки в парному розряді

### Сіяні пари
| Країна            | Гравчиня            | Країна            | Гравчиня            | Рейтинг1 | Сіяна |
| ----------------- | ------------------- | ----------------- | ------------------- | -------- | ----- |
| Франція           | Каролін Гарсія      | Франція           | Крістіна Младенович | 7        | 1     |
| Росія             | Катерина Макарова   | Росія             | Олена Весніна       | 12       | 2     |
| Китайський Тайбей | Чжань Хаоцін        | Китайський Тайбей | Чжань Юнжань        | 16       | 3     |
| Індія             | Саня Мірза          | Чехія             | Барбора Стрицова    | 19       | 4     |
| США               | Бетані Маттек-Сендс | Чехія             | Луціє Шафарова      | 22       | 5     |
| Чехія             | Андреа Главачкова   | Чехія             | Луціє Градецька     | 23       | 6     |
| Швейцарія         | Мартіна Хінгіс      | США               | Коко Вандевей       | 23       | 7     |
| Угорщина          | Тімеа Бабош         | Казахстан         | Ярослава Шведова    | 23       | 8     |

- 1 Рейтинг подано станом на 26 вересня 2016

### Інші учасниці
Нижче наведено пари, які отримали вайлдкард на участь в основній сітці:
- Тімеа Бачинскі /  Олена Остапенко
- Крістіна Макгейл /  Пен Шуай
- Лаура Зігемунд /  Еліна Світоліна
- Ю Сяоді /  Чжу Лінь

## Переможці та фіналісти

### Одиночний розряд, чоловіки
- Енді Маррей  —  Григор Димитров, 6–4, 7–6(7–2)

### Одиночний розряд, жінки
- Агнешка Радванська —  Джоанна Конта, 6−4, 6−2

### Парний розряд, чоловіки
- Пабло Карреньо Буста /  Рафаель Надаль —  Джек Сок /  Бернард Томіч, 6−7(6−8), 6−2, [10−8]

### Парний розряд, жінки
- Бетані Маттек-Сендс /  Луціє Шафарова —  Каролін Гарсія /  Крістіна Младенович, 6−4, 6−4